# Micrathyria aequalis
Micrathyria aequalis is een libellensoort uit de familie van de korenbouten (Libellulidae), onderorde echte libellen (Anisoptera).
De wetenschappelijke naam Micrathyria aequalis is voor het eerst geldig gepubliceerd in 1861 door Hagen.